# 200 Motels
Pour plus de détails, voir Fiche technique et Distribution.
200 Motels est un film américano-britannique réalisé et scénarisé par Tony Palmer et Frank Zappa, sorti en 1971. Il met en vedette le groupe Frank Zappa & The Mothers of Invention et également Ringo Starr, Theodore Bikel et Keith Moon. Un double album de la bande originale est publié la même année.

## Synopsis
Le film tente de dépeindre la folie de la vie en tournée d'un musicien de rock, et en tant que tel, consiste en une série de vignettes absurdes sans lien entre elles, entrecoupées de séquences de concerts des Mothers of Invention. Ostensiblement, pendant leur tournée, les Mothers of Invention font les fous dans la petite ville fictive de Centerville ("un endroit vraiment sympa pour élever ses enfants"), errent et se font tabasser dans "Redneck Eats", un bar de cow-boys. Dans un interlude animé qui passe pour un "film d'hygiène dentaire", le bassiste "Jeff", fatigué de jouer ce qu'il appelle "la musique comique de Zappa", est persuadé par sa mauvaise conscience de quitter le groupe, comme l'a fait son homologue dans la vie réelle, Jeff Simmons (en). Simmons a été remplacé par Martin Lickert (qui était le chauffeur de Starr) pour le film. Presque toutes les scènes sont truffées d'effets spéciaux vidéo (double et triple expositions, solarisation, fausses couleurs, changements de vitesse, etc.) qui étaient novateurs en 1971. Le film a été qualifié de "documentaire surréaliste".

## Fiche technique
Sauf indication contraire, les informations mentionnées dans cette section peuvent être confirmées par la base de données cinématographiques IMDb,  présente dans la section « Liens externes ».
- Titre original : 200 Motels
- Réalisation : Tony Palmer et Frank Zappa
- Scénario : Tony Palmer et Frank Zappa, avec la participation de Mark Volman, Howard Kaylan et Jeff Simmons
- Direction artistique : Leo Austin
- Décors : Cal Schenkel
- Costumes : Sue Yelland
- Photographie : Tony Palmer
- Montage : Rich Harrison
- Musique : Frank Zappa
- Production : Herb Cohen et Jerry D. Good
- Sociétés de production : Bizarre Productions et Murakami-Wolf Productions
- Société de distribution : United Artists (États-Unis)
- Budget : n/a
- Pays d'origine :  États-Unis,  Royaume-Uni
- Langue originale : anglais
- Format : couleur
- Genre : comédie, film musical, fantastique, surréaliste
- Durée : 98 minutes
- Dates de sortie[1] :
  - États-Unis : 10 novembre 1971 (New York)
  - France : 15 décembre 1971

## Distribution
- Frank Zappa : lui-même
- The Mothers of Invention : eux-mêmes
- Theodore Bikel : Rance Muhammitz
- Ringo Starr : Larry the Dwarf
- Keith Moon : la nonne
- Howard Kaylan : lui-même
- Mark Volman  : lui-même
- Ian Underwood : lui-même
- Ruth Underwood : elle-même
- Don Preston : lui-même
- Jimmy Carl Black : Lonesome Cowboy Burt
- Aynsley Dunbar : lui-même
- George Duke : lui-même
- Jim Pons : lui-même (non crédité)
- Pamela Des Barres : l'intervieweur
- Lucy Offerall : une groupie
- l'Orchestre philharmonique de Londres : l'orchestre

## Production
Le tournage a lieu aux Pinewood Studios en Angleterre

## Bande originale
Albums de Frank Zappa & The Mothers of Invention
Fillmore East: June 1971
(1971) Just Another Band from L.A.
(1972)

### Disque 1
| No  | Titre                                            | Durée      |
| --- | ------------------------------------------------ | ---------- |
| 1.  | Semi-Fraudulent/Direct-From-Hollywood Overture   | 2 min 01 s |
| 2.  | Mystery Roach                                    | 2 min 32 s |
| 3.  | Dance of the Rock & Roll Interviewers            | 48 s       |
| 4.  | This Town Is a Sealed Tuna Sandwich (Prologue)   | 55 s       |
| 5.  | Tuna Fish Promenade                              | 2 min 29 s |
| 6.  | Dance of the Just Plain Folks                    | 4 min 40 s |
| 7.  | This Town Is a Sealed Tuna Sandwich (Reprise)    | 58 s       |
| 8.  | The Sealed Tuna Bolero                           | 1 min 40 s |
| 9.  | Lonesome Cowboy Burt                             | 3 min 54 s |
| 10. | Touring Can Make You Crazy                       | 2 min 54 s |
| 11. | Would You Like a Snack?                          | 1 min 23 s |
| 12. | Redneck Eats                                     | 3 min 02 s |
| 13. | Centerville                                      | 2 min 31 s |
| 14. | She Painted up Her Face                          | 1 min 41 s |
| 15. | Janet's Big Dance Number                         | 1 min 18 s |
| 16. | Half a Dozen Provocative Squats                  | 1 min 57 s |
| 17. | Mysterioso                                       | 48 s       |
| 18. | Shove It Right In                                | 2 min 32 s |
| 19. | Lucy's Seduction of a Bored Violinist & Postlude | 4 min 01 s |

### Disque 2
| No  | Titre                                           | Durée       |
| --- | ----------------------------------------------- | ----------- |
| 1.  | I'm Stealing the Towels                         | 2 min 15 s  |
| 2.  | Dental Hygiene Dilemma                          | 5 min 11 s  |
| 3.  | Does This Kind of Life Look Interesting to You? | 2 min 59 s  |
| 4.  | Daddy, Daddy, Daddy                             | 3 min 11 s  |
| 5.  | Penis Dimension                                 | 4 min 37 s  |
| 6.  | What Will This Evening Bring Me This Morning    | 3 min 29 s  |
| 7.  | A Nun Suit Painted on Some Old Boxes            | 1 min 08 s  |
| 8.  | Magic Fingers                                   | 3 min 53 s  |
| 9.  | Motorhead's Midnight Ranch                      | 1 min 28 s  |
| 10. | Dew on the Newts We Got                         | 1 min 09 s  |
| 11. | The Lad Searches the Night for His Newts        | 41 s        |
| 12. | The Girl Wants to Fix Him Some Broth            | 1 min 10 s  |
| 13. | The Girl's Dream                                | 54 s        |
| 14. | Little Green Scratchy Sweaters & Corduroy Ponce | 1 min 00 s  |
| 15. | Strictly Genteel (The Finale)                   | 11 min 08 s |
| 16. | Coming Soon! [Cut 1]                            | 56 s        |
| 17. | The Wide Screen [Cut 2]                         | 57 s        |
| 18. | Coming Soon! [Cut 3]                            | 31 s        |
| 19. | Frank Zappa's 200 Motels [Cut 4]                | 11 s        |
| 20. | Magic Fingers [Single Edit]                     | 2 min 57 s  |

### Musiciens
- Frank Zappa : basse, guitare, orchestration
- Theodore Bikel : narrateur
- Jimmy Carl Black : chant
- George Duke : trombone, synthétiseur
- Aynsley Dunbar : batterie
- Howard Kaylan : chant
- Jim Pons : voix
- Royal Philharmonic Orchestra
- Ian Underwood : synthétiseur, bois
- Ruth Underwood : percussions
- Mark Volman : chant